# Podalirie
Podalirie (Podalyria) je rod rostlin z čeledi bobovité. Jsou to keře s jednoduchými listy a bílými až purpurovými květy, rostoucí v počtu asi 25 druhů v Jižní Africe. Některé druhy jsou v teplých oblastech světa pěstovány jako okrasné rostliny.

## Popis
Podalirie jsou hedvábně chlupaté až vlnaté keře s jednoduchými čárkovitými až okrouhlými listy. Listy bývají na rubu i na líci plstnaté. Květy jsou úžlabní, většinou jednotlivé nebo po dvou, purpurové, růžové nebo bílé. Kalich je zvonkovitý, vlnatý, kališní cípy jsou nestejné a delší než kališní trubka. Pavéza je podlouhle obvejčitá až téměř okrouhlá, nehetnatá, často na vrcholu vykrojená, křídla jsou podlouhlá, vejčitá nebo oválná, člunek je tupý, kratší než křídla, obvykle naspodu vypouklý a na vrchní straně rovný. Tyčinek je 10 a jsou volné nebo na bázi nitkami srostlé. Nitky bývají na bázi zploštělé. Semeník je přisedlý, hustě vlnatý a obsahuje 6 až 18 vajíček. Čnělka je nitkovitá, zakončená hlavatou bliznou. Lusky jsou vejcovité až podlouhlé, s kožovitými chlopněmi. Semena mají dužnatý míšek.

## Rozšíření
Rod podalirie zahrnuje asi 25 druhů. Je rozšířen pouze v Jižní Africe, zejména na jihozápadě Západního Kapska a v Natalu.

## Ekologické interakce
Květy Podalyria calyptrata jsou navštěvovány zejména včelami, motýli a pestřenkami. Rozličnými druhy hmyzu jsou opylovány i květy P. sericea.

## Obsahové látky
Listy i semena druhů Podalyria buxifolia, P. calyptrata a P. sericea obsahují lupanin, který jinak nebyl u jiných zástupců tribu Podalyrieae zjištěn.

## Zajímavosti
Semena mnohých druhů chřestí v suchých plodech podobně jako semena chřestnatce (Crotalaria).

## Význam
Některé druhy tohoto rodu se pěstují v klimaticky příhodných oblastech světa jako okrasné rostliny. Podalyria calyptrata má velmi vonné květy a v plném květu připomíná šeřík. Je pěstována např. v Kalifornii. Dalším okrasným druhem je Podalyria sericea s hedvábně vlnatými listy.